# Nikola Bubalo
Nikola Bubalo (Mostar, 25. listopada 1883. – Mostar,16. siječnja 1924.)  bio je hrvatski i bosanskohercegovački esperantist, leksikograf, prevoditelj, knjižničar, pjesnik i putopisac.

## Životopis
Osnovnu školu završio je u Mostaru, gdje pohađa šest razreda Velike gimnazije, a višu gimnaziju završio je u Požegi. Školovanje je nastavio na Pravnom fakultetu u Zagrebu, ali studij prekida i stupa u državnu službu u računarskom odjeljenju u Sarajevu. Iz Sarajeva prelazi u Mostar kao službenik u financijskoj direkciji, gdje osim toga obavlja dužnost knjižničara hrvatske javne knjižnice Martić te blagajnika mostarske podružnice HKD Napredak. Bio je član Hrvatske pučke stranke i predsjednik Hrvatskog katoličkog seniorata u Mostaru. Umire u rodnoj kući, teško bolestan, u siječnju 1924. godine, a počiva na groblju Smrčenjaci u Mostaru.

## Djela
- Za školskog odmora (pseudonim Niko Slavić), Požega 1906.
- Put kroz Bosnu i Hercegovinu, Sarajevo 1912.
- Međunarodni jezik esperanto. Potpuna gramatika sa vježbenicom, čitankom i rječnikom (suautor D. Maruzzi), Zagreb 1923.
- Esperanto hrvatsko srpski rječnik, Zagreb 1923.

## Vanjske poveznice
- [neaktivna poveznica]